# 奥利维尔·卡迪奇
奥利维尔·卡迪奇（法語：Olivier Cadic，1962年4月22日—）是一名法国政治人物，現任法国参议院议员。

## 生平
1962年4月22日，奥利维尔·卡迪奇出生在法国上塞纳省克利希。1980年，奥利维尔·卡迪奇取得信息系统专业的学士学位，之后在巴黎第一大学攻读法律学位，三个月后中断学业。
2006年6月18日，奥利维尔·卡迪奇当选法国驻伦敦领事馆参赞，随后竞选法国海外国民大会席位，在6个席位中获得3个席位。2014年5月，奥利维尔·卡迪奇再次当选法国驻伦敦领事馆参赞，2014年6月当选欧洲议会北欧选区议员，但是不久之后辞职。2009年至2012年，他是法国海外教育局董事会的代表。
2012年秋季，奥利维尔·卡迪奇加入了由让·阿图斯领导的中间派联盟，并作为创始成员参加了由让-路易斯·博洛领导组建的民主人士和独立人士联盟。2014年10月，奥利维尔·卡迪奇成为法国海外侨民的第一位参议员。
2021年10月6日，奥利维尔·卡迪奇偕同阿兰·李察、马克斯·布里森和安德烈·瓦利尼对中華民國进行为期三天的国事访问。